# Valley of Ten Thousand Smokes

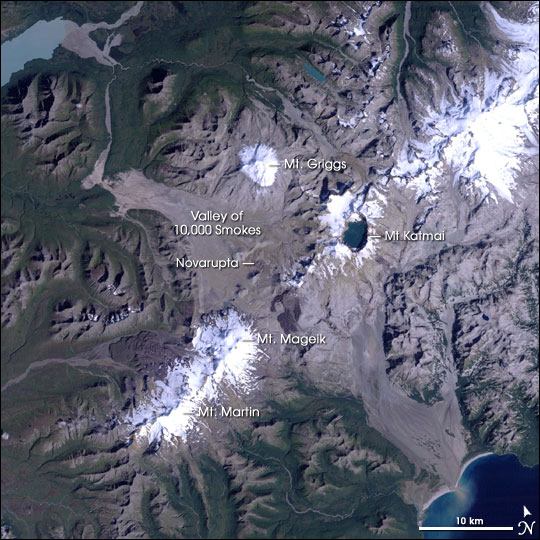
ligging van de "Valley of Ten Thousand Smokes"

De Valley of Ten Thousand Smokes (Engels voor vallei van tienduizend rookpluimen) is een vallei binnen het Katmai National Park and Preserve in Alaska.
De vallei is gevuld met as van de uitbarsting van de Novarupta die duurde van 6 juni tot 8 juni 1912. Tijdens deze uitbarsting werd een groot deel van de Ukak-vallei opgevuld met een grote hete aslawine en modderstromen. Door de hitte van de as verdampte het water in de veenlagen van de vallei. Na de uitbarsting ontstonden duizenden fumarolen die de stoom die bij deze waterverdamping ontstond uitbliezen.
De wetenschapsjournalist en geoloog Robert F. Griggs, die de gevolgen van de uitbarsting onderzocht voor de National Geographic Society in 1916, gaf de vallei zijn naam. Volgens zijn zeggen was de vallei voor zover het oog kon zien gevuld met duizenden, zo niet tienduizenden rookpluimen. De uitbarsting in 1912 was de grootste van de 20e eeuw. De uitbarsting bracht 14 grote aardbevingen met zich mee.

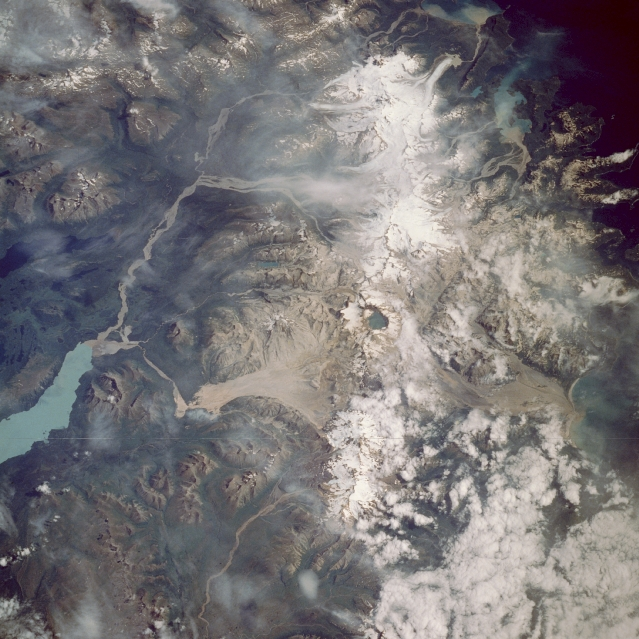
Katmai en de "Valley of Ten Thousand Smokes" gezien vanuit de ruimte.

De met as gevulde vallei bedekt een gebied van 104 km², en is 210 meter diep. In sommige plaatsen zijn diepe kloven ontstaan door Lethe, waardoor onderzoekers de stroming van de as kunnen zien. Omdat de as is afgekoeld zijn de meeste fumaroles verdwenen en is de vallei niet langer met rook gevuld. Wel zijn nog altijd de tekenen van de vulkanische activiteit zichtbaar.